# Дадашев, Мелик Юсуф оглы
Мелик Юсуф оглы Дадашев (азерб. Məlik Yusif oğlu Dadaşov; 7 июня 1924, Баку, Азербайджанская ССР — 2 декабря 1996, Баку) — азербайджанский актёр второй половины XX века, Народный артист Азербайджанской ССР (1974).

## Биография
Родился 7 июня 1924 года в Баку. В 1951 году он окончил Азербайджанский институт искусств. С этого же года начал работать в Азербайджанском драматическом театре им. Азизбекова. Он также преподавал в Государственном театральном институте в Баку. Член КПСС с 1958 по 1991 гг.. В 1974 году актёр был удостоен звания «Народный артист Азербайджанской ССР» (01.06.1974).
Актер был трижды женат, у него четверо детей. 
Брат Мелика Дадашева — Салман и сын Рафаэль также стали актёрами.
Скончался 2 декабря 1996 года.

## Фильмография
- 1957 — Двое из одного квартала — Назиф
- 1960 — Кёроглы — Ораб-Райхан
- 1961 — Наша улица
- 1963 — Самолёты не приземлились — Яхья
- 1964 — Сила притяжения
- 1965 — 26 бакинских комиссаров — Мешади Азизбеков
- 1967 — Поединок в горах
- 1968 — Последняя ночь детства — Нагиев
- 1969 — Кура неукротимая — молла Садык
- 1971 — Последний перевал — Гамло (Гамберали-бек)
- 1971 — Звёзды не гаснут — Мехдадаров
- 1973 — Дмитрий Кантемир — султан Ахмед III
- 1973 — Парни нашей улицы
- 1975 — Мезозойская история — Бадиров
- 1977 — Скажи, что любишь меня!
- 1980 — Я ещё вернусь
- 1981 — Послезавтра, в полночь — Нариман Нариманов
- 1986 — Человек, который брал интервью
- 1988 — Мерзавец — молла
- 1988 — Мужчина для молодой женщины
- 1992 — Тахмина — Муртуз
- 1993 — Привет с того света — Шейх Насрулла
- 1993 — Крик — Армен Хачатурянц
- 1993—2002 — Расстрел переносится